# Joseph Collins

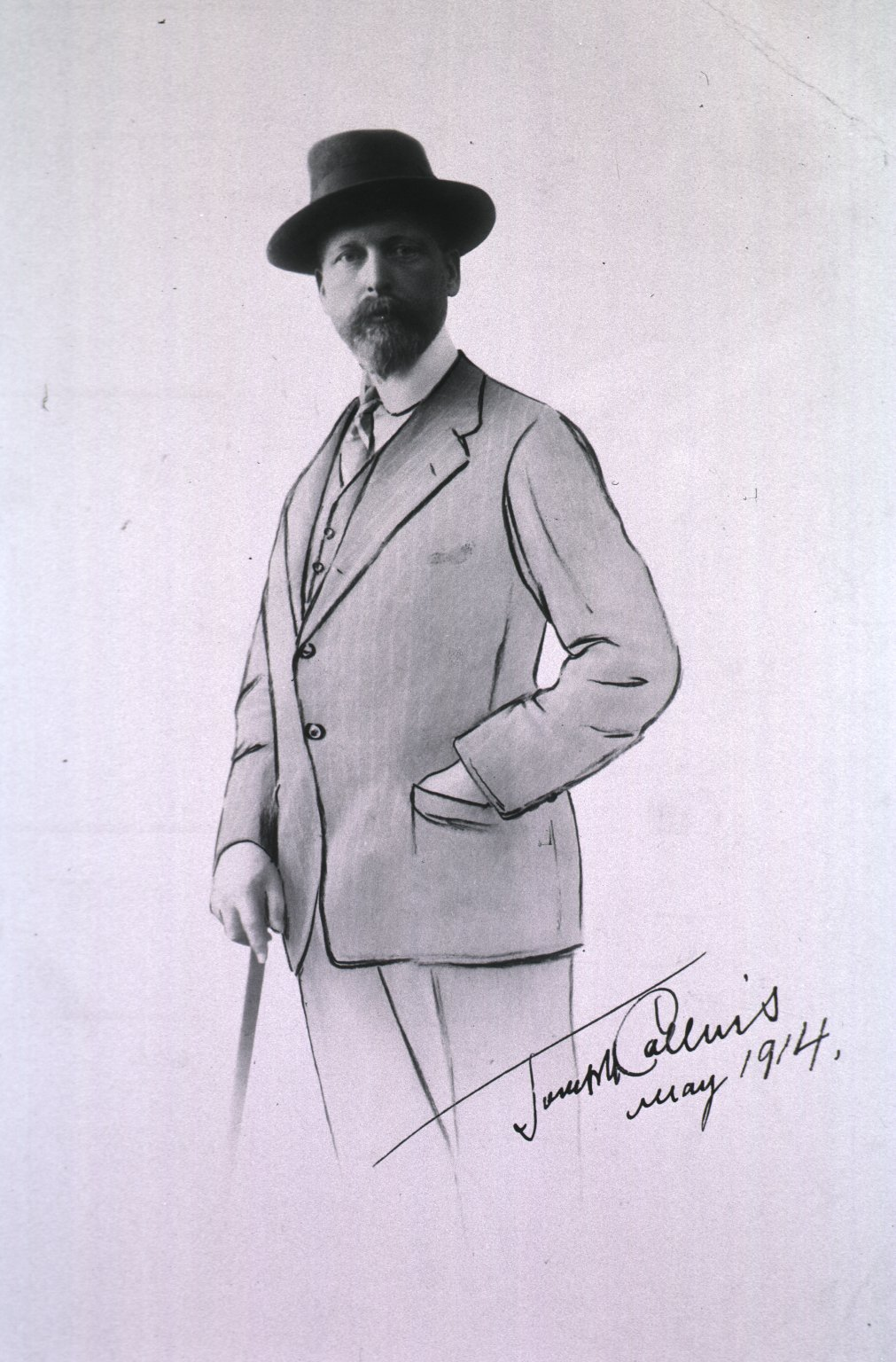
Joseph Collins w 1914 roku

Joseph Collins (ur. 22 września 1866 w Brookfield, zm. 11 czerwca 1950 w Nowym Jorku) – amerykański lekarz neurolog.
Studiował medycynę na Uniwersytecie Nowojorskim, tytuł doktora medycyny otrzymał w 1888 roku. Następnie wyjechał do Europy i studiował na Uniwersytecie we Frankfurcie nad Menem. Po kilku latach prywatnej praktyki specjalizował się w neurologii w 1907 roku. Otrzymał katedrę neurologii w New York Post-Graduate Medical School. Był jednym z założycieli New York Neurological Institute.
Członek New York Neurological Society, American Neurological Association, New York Academy of Medicine.
Zmarł 11 czerwca 1950 po krótkiej chorobie, w swoim nowojorskim mieszkaniu przy 36 East Seventy-second Street.
Zapisał w spadku sumę pieniędzy na fundusz (Joseph Collins Foundation), z którego do dziś wypłacane są stypendia dla studentów medycyny (Joseph Collins Scholarship).
Był przeciwny psychoanalizie; zaatakował autora jednego z pierwszych artykułów na ten temat w Stanach Zjednoczonych, Jamesa J. Putnama, określając jego pracę jako „pornograficzne historie o czystych dziewicach”.

## Wybrane prace
- The genesis and dissolution of the faculty of speech; a clinical and psychological study of aphasia (1898)
- Letters to a Neurologist (1908; 1910)
- The way with the nerves; letters to a neurologist on various modern nervous ailments, real and fancied, with replies thereto telling of their nature and treatment (1911)
- Sleep and the Sleepless (1912)
- Neurological Clinics (1918)
- Italy re-visited: my Italian year, 1917-1918 (1919)
- The Doctor Looks at Literature (1923)
- Joseph Collins, Hideyo Noguchi. AN EXPERIMENTAL STUDY OF MULTIPLE SCLEROSIS. J Am Med Assoc 81(25), s. 2109–2112 (1923)
- The future of medicine[5]. (1932)
- Idling in Italy; studies of literature and of life (1920, 1970)